# الغدقه
الغدقه (به عربی: الغدقة) یک روستا در سوریه است که در ناحیه مرکزی معره‌النعمان واقع شده‌است. الغدقه ۴٬۵۷۶ نفر جمعیت دارد.